# Nucli històric de la Palma d'Ebre
El nucli històric de la Palma d'Ebre és el centre històric de la Palma d'Ebre, conjunt catalogat a l'Inventari del Patrimoni Arquitectònic de Catalunya.
El nucli històric és al bell mig del terme, en origen format al voltant de les restes del castell, la presó i l'església romànica de la Mare de Déu del Roser, i posteriorment ampliat amb la construcció de l'església parroquial de la Mare de Déu de l'Assumpció. Presenta una planta irregular, més o menys circular. Els carrers que conformen aquest nucli són estrets i alguns costeruts, sobretot els del nucli més original, donat que està un pèl més elevat que la resta. En general, els edificis que conformen aquest nucli són de planta rectangular i estan distribuïts en planta baixa, pis i golfes, o bé dos pisos. Molts d'ells tenen portals de mig punt adovellats a les façanes principals i finestres rectangulars. Alguns presenten balcons, tant exempts com correguts, i en altres casos tenen galeries obertes a l'exterior.
La vila de la Palma d'Ebre és a uns 10 quilòmetres a l'est del riu Ebre, a uns 335 metres d'altitud, en part de tramuntana del terme. El seu nucli antic està format pel carrer major (on es troben l'església vella i la rectoria), el carrer de Dins, el de Dalt i de la Font. A la part més alta del poble hi ha l'església parroquial barroca de la Mare de Déu de l'Assumpció bastida vers el segle xviii i a escassos metres es pot observar la vella església romànica.
Encara que no es té cap document de la seva fundació, es creu que el poble ja existia durant la dominació àrab donat que hi resten vestigis. La primera documentació escrita que es recull és de l'any 1262, en una donació de la vila i altres indrets de Jaume I al cavaller Arnau del Bosc.
La història de la Palma d'Ebre va lligada amb la de la baronia de Flix donat que foren adquirides conjuntament el 1389 per la ciutat de Barcelona per així assegurar-se el transport fluvial. Durant la guerra contra Joan II, Barcelona perdé la senyoria de Flix i de la Palma, però vers el 1481 li foren retornades per ordre de Ferran el Catòlic.
La festa major se celebra el dia 15 d'agost i és consagrada a la Mare de Déu, i entre el 29 d'abril i l'1 de maig se celebra la festa de la primavera honrada a Santa Caterina, organitzada per les caterines, les dones solteres del poble. Destaquen també la participació del Grup d'Armat i la banda de tambors i cornetes per Setmana Santa, i les festes de Sant Isidre i Sant Cristòfol, el 15 de maig i l'1 de juliol respectivament.